# Formgedächtniskeramik
Ein Formgedächtniskeramik ist ein keramischer Werkstoff, der nach einer Verformung in seiner inneren Struktur noch die Information der ursprünglichen Gestalt in sich trägt (siehe auch Formgedächtnismaterial). Bei einer geeigneten Energiezufuhr, etwa durch Erwärmen, nimmt die Keramik dann ihre ursprüngliche Gestalt wieder an (sie „erinnert sich“). Formgedächtniskeramiken sind Oxide und werden daher auch Formgedächtnisoxide genannt.
Die wichtigsten Arten von Formgedächtniskeramiken sind entweder martensitisch oder ferroelektrisch. Beispiele für geeignete Stoffklassen leiten sich von Zirconium(IV)-oxiden, Bismut-Eisenoxiden oder Vanadium(IV)-oxid ab.